# Drag Race Francia
Drag Race Francia es un programa de telerrealidad francés basado en la franquicia estadounidense RuPaul's Drag Race. Se emitie en France 2 en Francia y en WOW Presents Plus en el resto del mundo con excepción de Canadá, dónde es emitido por Crave.
El programa es un concurso de drag queens en el que se busca a la «próxima superestrella drag francesa». Cada semana, los concursantes se someten a diferentes desafíos y son evaluados por un grupo de jueces que critican el progreso de los participantes y sus actuaciones.
La serie fue confirmada el 17 de noviembre de 2021 por World of Wonder.
El programa es presentado por Nicky Doll, quien compitió en la duodécima temporada de RuPaul's Drag Race y quedó en décimo lugar. Daphné Bürki y Kiddy Smile sirven como jueces regulares. El elenco de la temporada fue revelado el 2 de junio de 2022, día en el que también se anunció su estreno televisivo para el 25 de ese mismo mes.

## Concursantes
Las edades, nombres, y ciudades corresponden al momento de la filmación.
Temporada 1
| Concursante    | Edad | Ciudad                                 | Puesto     |
| -------------- | ---- | -------------------------------------- | ---------- |
| Paloma         | 30   | Clermont-Ferrand, Auvergne-Rhône-Alpes | Ganadora   |
| La Grande Dame | 22   | Nice, Provence-Alpes-Côte d'Azur       | Finalistas |
| Soa de Muse    | 33   | Saint-Denis, Isla de Francia           | Finalistas |
| Lolita Banana  | 36   | CDMX, México                           | 4° Lugar   |
| La Big Bertha  | 36   | París, Isla de Francia                 | 5° Lugar   |
| Elips          | 25   | Bordeaux, Nouvelle-Aquitaine           | 6° Lugar   |
| Kam Hugh       | 22   | París, Isla de Francia                 | 7° Lugar   |
| La Briochée    | 31   | Palaiseu, Isla de Francia              | 8° Lugar   |
| Lova Ladiva    | 32   | Toulouse, Occitania                    | 9° Lugar   |
| La Kahena      | 29   | Túnez, Túnez                           | 10° Lugar  |

Temporada 2
| Concursante  | Edad | Ciudad                            | Puesto        |
| ------------ | ---- | --------------------------------- | ------------- |
| Keiona       | 31   | París, Isla de Francia            | Ganadora      |
| Sara Forever | 33   | Burdeos, Nouvelle Aquitaine       | Finalista     |
| Punani       | 32   | París, Isla de Francia            | 3.°/4.° lugar |
| Mami Watta   | 24   | Saint-Denis, Isla de Francia      | 3.°/4.° lugar |
| Piche        | 26   | Arlés, Provence-Alpes-Côte d'Azur | 5.° lugar     |
| Cookie Kunty | 29   | París, Isla de Francia            | 6.° lugar     |
| Moon         | 31   | Ginebra, Suiza                    | 7.° lugar     |
| Ginger Bìtch | 44   | Niza, Provence-Alpes-Côte d'Azur  | 8.° lugar     |
| Kitty Space  | 27   | Lyon, Auvergne-Rhône-Alpes        | 9.° lugar     |
| Vespi        | 23   | Lille, Alta Francia               | 10.° lugar    |
| Rose         | 32   | París, Isla de Francia            | 11.° lugar    |

Temporada 3
| Corcunsante      | Edad | Ciudad               | Puesto        |
| ---------------- | ---- | -------------------- | ------------- |
| Le Filip         | 29   | Paris                | Ganadora      |
| Ruby On The Nail | 34   | Marseille            | Finalista     |
| Leona Winter     | 28   | Perpignan            | 3.°/4.° lugar |
| Lula Strega      | 26   | Paris                | 3.°/4.° lugar |
| Misty Phoenix    | 23   | Avignon              | 5° lugar      |
| Perseo           | 21   | Las Palmas, España   | 6° lugar      |
| Norma Bell       | 25   | Saint-Denis, Réunion | 7° lugar      |
| Edeha Noire      | 34   | Lyon                 | 8° lugar      |
| Magnetica        | 24   | Paris                | 9° lugar      |
| Afrodite Amour   | 27   | Lyon                 | 10° lugar     |

## Progreso
TEMPORADA 1
| EpisodioConcursante | 1    | 2    | 3    | 4    | 5    | 6    | 7    | 8         |
| ------------------- | ---- | ---- | ---- | ---- | ---- | ---- | ---- | --------- |
| Paloma              | SAFE | WIN  | HIGH | HIGH | BTM  | WIN  | TOP3 | Winner    |
| La Grande Dame      | SAFE | HIGH | HIGH | WIN  | LOW  | SAFE | TOP3 | Finalista |
| Soa De Muse         | WIN  | BTM  | BTM  | HIGH | WIN  | HIGH | TOP3 | Finalista |
| Lolita Banana       | SAFE | HIGH | SAFE | LOW  | HIGH | BTM  | ELIM |           |
| La Big Bertha       | HIGH | LOW  | SAFE | BTM  | HIGH | ELIM |      |           |
| Elips               | HIGH | SAFE | LOW  | SAFE | ELIM |      |      |           |
| Kam Hugh            | LOW  | SAFE | WIN  | ELIM |      |      |      |           |
| La Briochée         | SAFE | SAFE | ELIM |      |      |      |      |           |
| Lova Ladiva         | BTM  | ELIM |      |      |      |      |      |           |
| La Kahena           | ELIM |      |      |      |      |      |      |           |

TEMPORADA 2
| EpisodioConcursante | 1    | 2    | 3    | 4    | 5    | 6    | 7    | 8    | 9          |
| ------------------- | ---- | ---- | ---- | ---- | ---- | ---- | ---- | ---- | ---------- |
| Keiona              | HIGH | HIGH | HIGH | HIGH | WIN  | WIN  | HIGH | HIGH | Winner     |
| Sara Forever        | WIN  | HIGH | WIN  | LOW  | SAFE | BTM  | WIN  | WIN  | Finalist   |
| Punani              | HIGH | SAFE | SAFE | WIN  | BTM  | HIGH | HIGH | BTM  | Eliminated |
| Mami Watta          | SAFE | LOW  | LOW  | SAFE | SAFE | HIGH | HIGH | LOW  | Eliminated |
| Piche               | SAFE | WIN  | SAFE | ELIM |      |      | IN   | ELIM | Guest      |
| Cookie Kunty        | SAFE | BTM  | BTM  | SAFE | HIGH | WIN  | ELIM |      | Guest      |
| Moon                | SAFE | SAFE | SAFE | HIGH | HIGH | QUIT |      |      | MISS C     |
| Ginger Bîtch        | LOW  | HIGH | HIGH | BTM  | ELIM |      |      |      | Guest      |
| Kitty Space         | BTM  | SAFE | ELIM |      |      |      |      |      | Guest      |
| Vespi               | SAFE | ELIM |      |      |      |      |      |      | Guest      |
| Rose                | ELIM |      |      |      |      |      |      |      | Guest      |

TEMPORADA 3
| EpisodiosConcursantes | 1    | 2    | 3    | 4    | 5    | 6    | 7    | 8        |
| --------------------- | ---- | ---- | ---- | ---- | ---- | ---- | ---- | -------- |
| Le Filip              | SAFE | HIGH | SAFE | TOP2 | BTM  | SAFE | HIGH | Winner   |
| Ruby On The Nail      | SAFE | BTM  | BTM  | HIGH | WIN  | WIN  | HIGH | Finalist |
| Lula Strega           | LOW  | SAFE | WIN  | HIGH | HIGH | HIGH | WIN  | ELIM     |
| Leona Winter          | HIGH | HIGH | HIGH | WIN  | SAFE | HIGH | BTM  | ELIM     |
| Misty Phoenix         | SAFE | LOW  | HIGH | HIGH | HIGH | BTM  | ELIM | Guest    |
| Perseo                | SAFE | WIN  | LOW  | HIGH | SAFE | ELIM |      | Guest    |
| Norma Bell            | WIN  | LOW  | SAFE | HIGH | ELIM |      |      | MISS C   |
| Edeha Noire           | BTM  | SAFE | ELIM |      |      |      |      | Guest    |
| Magnetica             | HIGH | ELIM |      |      |      |      |      | Guest    |
| Afrodite Amour        | ELIM |      |      |      |      |      |      | Guest    |

     La concursante es la ganadora de la temporada.
     La concursante fue de las finalistas, pero no ganó.
     La concursante ganó el episodio.
     La concursante estuvo entre las mejores del episodio y fue salvada.
     La concursante recibió críticas, pero fue salvada.
     La concursante fue salvada.
     La concursante estuvo entre las peores del episodio y fue salvada.
     La concursante hizo lip-sync y ganó.
     La concursante hizo lip-sync y fue eliminada.
     La concursante abandonó la competencia.
All-Stars
| EpisodiosConcursantes | 1    | 2    | 3    | 4    | 5    | 6    |
| --------------------- | ---- | ---- | ---- | ---- | ---- | ---- |
| Piche                 | SAFE | HIGH | LOW  | WIN  | SAFE | WIN  |
| Elips                 | SAFE | WIN  | SAFE | SAFE | WIN  | WIN  |
| Mami Watta            | WIN  | HIGH | LOW  | WIN  | HIGH | HIGH |
| Moon                  | SAFE | LOW  | SAFE | HIGH | BTM  | HIGH |
| Misty Phoenix         | WIN  | SAFE | WIN  | LOW  | SAFE | BTM  |
| Kam Hugh              | HIGH | WIN  | BTM  | BTM  | WIN  | ELIM |
| La Big Bertha         | BTM  | SAFE | HIGH | SAFE | ELIM | OUT  |
| Punani                | LOW  | HIGH | WIN  | ELIM |      | OUT  |
| Soa de Muse           | SAFE | BTM  | ELIM |      |      | OUT  |
| Magnetica             | BTM  | ELIM |      |      |      | OUT  |

     La concursante es la ganadora de la temporada.
     La concursante fue de las finalistas, pero no ganó.
     La concursante ganó el Maxireto y ganó el Lip Sync for your Legacy.
     La concursante ganó el Maxireto y perdió el Lip Sync for your Legacy.
     La concursante estuvo entre las mejores del episodio.
     La concursante estuvo en el equipo ganador del reto y estuvo entre las mejores individualmente del episodio.
     La concusrante estuvo en el equipo ganador del reto.
     La concursante recibió críticas, pero fue salvada.
     La concursante fue salvada.
     La concursante estuvo entre las peores del episodio y fue salvada.
     Las concursantes estuvieron en riesgo de ser eliminadas pero se declaro que nadie se iria esa semana.
     La concursante no fue escogida para ser eliminada por la ganadora del Lip Sync.
     La concursante fue escogida para ser eliminada.
     La concursante abandonó la competencia.

## Lip-syncs
| Episodio | Concursante                               | Concursante                               | Concursante                               | Canción                                  | Eliminada      |
| -------- | ----------------------------------------- | ----------------------------------------- | ----------------------------------------- | ---------------------------------------- | -------------- |
| 1        | Lova Ladiva                               | vs.                                       | La Kahena                                 | "Prière païenne" (Celine Dion)           | La Kahena      |
| 2        | Soa de Muse                               | vs.                                       | Lova Ladiva                               | "Toutes les femmes de ta vie" (L5)       | Lova Ladiva    |
| 3        | Soa de Muse                               | vs.                                       | La Briochée                               | "Pookie" (Aya Nakamura)                  | La Briochée    |
| 4        | La Big Bertha                             | vs.                                       | Kam Hugh                                  | "DJ" (Diam's)                            | Kam Hugh       |
| 5        | Paloma                                    | vs.                                       | Elips                                     | "Libertine" (Mylène Farmer)              | Elips          |
| 6        | Lolita Banana                             | vs.                                       | La Big Bertha                             | "Corps" (Yseult)                         | La Big Bertha  |
| 7        | Lolita Banana                             | vs.                                       | Soa de Muse                               | "Dieu m'a donné la foi" (Ophélie Winter) | Lolita Banana  |
| 7        | La Grande Dame                            | vs.                                       | Paloma                                    | "Le Banana Split" (Lio)                  | La Grande Dame |
| 7        | La Grande Dame                            | vs.                                       | Lolita Banana                             | "La grenade" (Clara Luciani)             | Lolita Banana  |
| 8        | La Grande Dame vs. Paloma vs. Soa de Muse | La Grande Dame vs. Paloma vs. Soa de Muse | La Grande Dame vs. Paloma vs. Soa de Muse | "Mourir sur scène" (Dalida)              | La Grande Dame |
| 8        | La Grande Dame vs. Paloma vs. Soa de Muse | La Grande Dame vs. Paloma vs. Soa de Muse | La Grande Dame vs. Paloma vs. Soa de Muse | "Mourir sur scène" (Dalida)              | Soa de Muse    |

     La concursante fue eliminada tras realizar el Lip-sync por primera vez.
     La concursante fue eliminada tras realizar el Lip-sync por segunda vez.
     La concursante perdió el Lip-sync smackdown y avanzó al Lip-sync eliminatorio
     La concursante quedó como finalista

## Episodios
| Ep. Temporada | Ep. Serie | Título                          | Emisión              |
| ------------- | --------- | ------------------------------- | -------------------- |
| 1             | 1         | Bonjour, Bonjour, Bonjour       | 25 de junio de 2022  |
| 2             | 2         | Queen Pour Cent                 | 30 de junio de 2022  |
| 3             | 3         | French Ball                     | 7 de julio de 2022   |
| 4             | 4         | Snatch Game - France Season 1   | 14 de julio de 2022  |
| 5             | 5         | Popstars                        | 21 de julio de 2022  |
| 6             | 6         | Un Parfum de Drag               | 28 de julio de 2022  |
| 7             | 7         | Sororité                        | 4 de agosto de 2022  |
| 8             | 8         | Grande Finale - France Season 1 | 11 de agosto de 2022 |

## Jueces
- Nicky Doll
- Daphné Bürki
- Kiddy Smile

### Jueces invitados
(En orden de aparición)
- Iris Mittenaere
- Jean Paul Gaultier
- Marianne James
- Chantal Thomas
- Véronique Philipponnat
- Bilal Hassani
- Shy'm
- Yanis Marshall
- Alexandre Mattiussi
- Yseult

### Invitados especiales
Invitados que aparecieron en los episodios, pero no fueron jueces. 
- Jésus La Vidange (Drag king)
- Juda La Vidange (Drag king)
- Chico (Drag king)
- Bérengère Krief (Actriz, Comediante)
- Anthonin Fabre (Cantante)